# Leptotyphlops rubrolineatus
Leptotyphlops rubrolineatus är en kräldjursart som beskrevs av  Werner 1901. Leptotyphlops rubrolineatus ingår i släktet Leptotyphlops och familjen Leptotyphlopidae. Inga underarter finns listade i Catalogue of Life.